# Il gatto Felix
Il gatto Felix (Felix the Cat) è una serie televisiva animata incentrata sull'omonimo personaggio dei fumetti e prodotta negli Stati Uniti d'America dal 1958 al 1960. Il programma è anche ricordato per la sua sigla, scritta da Winston Sharples e cantata da Ann Bennett.
In Italia è stata trasmessa sul Programma Nazionale, all'interno della TV dei ragazzi, dal 3 ottobre 1961.
Un adattamento live-action è andata in onda su CBS dal 1975 al 1977, che viene ambientato dopo la serie animata.
Una seconda serie animata è stata trasmessa a sua volta sempre su CBS dal 1995 al 1997.

## Produzione

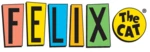
Logo della serie

Nel 1954 Otto Messmer smise di realizzare le strisce a fumetti quotidiane di Felix e venne sostituito dal suo assistente Joe Oriolo (co-creatore di Casper), il quale venne incaricato di realizzare una nuova serie di cartoni animati per la televisione, prodotta infine dalla Paramount Cartoon Studios in 260 episodi, distribuiti da Trans-Lux.
Ciascun episodio era diviso in due parti in modo che, alla fine della prima di esse, quando il personaggio si fosse trovato in difficoltà, il presentatore avrebbe potuto annunciare, prima dell'episodio conclusivo: "Cosa accadrà al nostro eroe? Lo sapremo nel prossimo capitolo delle sconvolgenti avventure del gatto Felix!". Oriolo diede al personaggio una caratterizzazione più adatta a un pubblico di bambini, introducendo elementi che diverranno caratteristici come la "valigia magica" (chiamata "borsa magica" nel secondo doppiaggio), una borsa gialla che poteva assumere la forma e le caratteristiche di tutto ciò che il personaggio voleva. Inoltre vennero sostituiti i personaggi comprimari con nuovi personaggi che vennero doppiati da Jack Mercer. Le trame erano incentrate sui tentativi infruttuosi degli antagonisti di Felix di rubargli la borsa magica; a volte, alcuni di questi antagonisti assumono ruoli di amici del protagonista.
La serie fu un successo ma venne negativamente accolta dalla critica che li ritenne inferiori ai precedenti lavori di Sullivan e Messmer. Il motivo delle differenze con le serie precedenti sta nel fatto che questa era rivolta a un pubblico di bambini che non permetteva trame troppo complicate, e per l'uso della tecnica dell'animazione limitata a causa di un budget modesto.
Diversamente dai cortometraggi del passato, la serie rimpiazzò tutti i personaggi comprimari di Felix e ne introdusse altri completamente nuovi, tutti doppiati da Jack Mercer. Le trame delle storie di Oriolo ruotano attorno ai tentativi infruttuosi degli antagonisti di rubare la valigia magica di Felix, sebbene con una svolta insolita vengono occasionalmente mostrati anche come amici di Felix. Sebbene i nuovi cartoni ebbero un buon gradimento di pubblico, i critici li bollarono come "pallidi" rispetto ai precedenti lavori di Sullivan e Messmer. La serie utilizzava animazioni limitate (a causa di un budget limitato) e trame semplicistiche.
Questa serie contribuì anche a presentare il personaggio di Felix al pubblico in Giappone: nel 1960 fu trasmessa da NHK con doppiaggio in lingua giapponese e replicata tre anni dopo su Fuji TV. Quarant'anni dopo, nel 2000, Felix diventò il protagonista di un anime intitolato Baby Felix & friends.

## Personaggi
In originale, tutti i personaggi sono doppiati da Jack Mercer.
- Felix: protagonista omonimo della serie, è un gatto nero antropomorfo dotato di una valigia magica (di colore giallo con motivi neri) che spesso gli è di aiuto in situazioni pericolose. Indipendentemente dalla situazione iniziale, conclude quasi sempre ogni episodio con una sonora risata. Doppiato in inglese da Jack Mercer e in italiano da Willy Moser (prima edizione), Monica Ward (seconda edizione)

- Professore: è l'arcinemico di Felix che vuole rubargli la valigia magica. Ha un problema di pronuncia che lo rende esilarante. È raffigurato come uno scienziato pazzo, molto intelligente ma anche ossessionato che tenta in vari modi (con sue invenzioni o con travestimenti) di rubare la valigia senza mai riuscirci. In alcuni episodi in cui è coinvolto anche suo nipote Puntoacapo, diventa un alleato riluttante di Felix, in particolare quando combattono contro Magister Cilindrus.

- Puntoacapo (Pointdexter in originale e nella seconda edizione): è il giovane nipote del Professore. È raffigurato come uno scienziato stereotipato; è molto intelligente e indossa sempre spessi occhiali, un camice da laboratorio e un tocco. Si serve di un bottone situato sul petto del camice per attivare a distanza qualsiasi dispositivo. Nonostante la parentela col Professore, è anche uno dei migliori amici del protagonista. Ogni volta che parla con Felix, si riferisce a lui come "signor Felix".

- Rock (Rock Bottom Age): è il maldestro aiutante del professore ed è un bulldog che cammina e si veste come un essere umano; anche lui cerca di aiutare il Professore a rubare la borsa magica di Felix e lavora occasionalmente per Magister Cilindrus.

- Magister Cilindrus (Master Cylinder in originale, Mastro Cilindro nella seconda edizione): è un malvagio robot dalla forma cilindrica che cerca sempre di rapire Puntoacapo in modo da poterne usare l'intelligenza per costruire armi ed attrezzature varie. Una volta era stato allievo del Professore in un'accademia fino a quando un'esplosione non distrusse il suo corpo originale. È apparso per la prima volta nell'episodio "Master Cylinder-King of the Moon".

- Martin il marziano: è un marziano che aiuta sempre Felix e i suoi amici ogni volta che si trovano coinvolti in un'avventura nello spazio.

- Generale Chiasso (General Clang): è un generale malvagio spaziale che vuole ottenere la formula del super-iper propellente per conto di Magister Cilindrus per invadere la Terra.

- Vavoom: è un piccolo inuit dal carattere amichevole, la cui unica vocalizzazione è un grido che gli dà anche il nome, ossia "VAVOOM!". È apparso per la prima volta nell'episodio "Felix and Vavoom".

## Episodi

### Stagione 1 (1958-59)
| nº | Titolo italiano | Titolo inglese                        | Prima TV USA     | Prima TV Italia |
| -- | --------------- | ------------------------------------- | ---------------- | --------------- |
| 1  |                 | The Magic Bag                         | 2 ottobre 1958   |                 |
| 2  |                 | Into Outer Space                      | 2 ottobre 1958   |                 |
| 3  |                 | Abominable Snowman                    | 9 ottobre 1958   |                 |
| 4  |                 | Felix Out West                        | 3 novembre 1958  |                 |
| 5  |                 | Felix the Cat Suit                    | 10 novembre 1958 |                 |
| 6  |                 | Electronic Brainwasher                | 17 novembre 1958 |                 |
| 7  |                 | Do-It-Yourself Monster Book           | 20 novembre 1958 |                 |
| 8  |                 | Blubberino the Whale                  | 1º dicembre 1958 |                 |
| 9  |                 | Ghostly Concert                       | dicembre 1958    |                 |
| 10 |                 | Captain No-Kiddin'                    | dicembre 1958    |                 |
| 11 |                 | Felix in Egypt                        | dicembre 1958    |                 |
| 12 |                 | Detective Thinking Hat                | dicembre 1958    |                 |
| 13 |                 | Balloon Blower Machine                | dicembre 1958    |                 |
| 14 |                 | Friday the 13th                       | dicembre 1958    |                 |
| 15 |                 | Stone Making Machine                  | gennaio 1959     |                 |
| 16 |                 | Penelope the Elephant                 | gennaio 1959     |                 |
| 17 |                 | The Money Tree                        | gennaio 1959     |                 |
| 18 |                 | Oil and Indians Don't Mix             | febbraio 1959    |                 |
| 19 |                 | The Glittering Jewels                 | febbraio 1959    |                 |
| 20 |                 | The Gold Car and County Fair          | 1959             |                 |
| 21 |                 | Sheriff Felix vs. the Gas Cloud       | 1959             |                 |
| 22 |                 | Felix's Gold Mine                     | 1959             |                 |
| 23 |                 | How to Steal a Gold Mine?             | 1959             |                 |
| 24 |                 | Private Eye Felix and Pierre Mustache | 1959             |                 |
| 25 |                 | The Gold Fruit Tree                   | 1959             |                 |
| 26 |                 | The Flying Saucer                     | 1959             |                 |
| 27 |                 | Felix Baby-Sits                       | 1959             |                 |
| 28 |                 | Instant Money                         | 1959             |                 |
| 29 |                 | Master Cylinder-King of the Moon      | 1959             |                 |
| 30 |                 | The Invisible Professor               | 1959             |                 |
| 31 |                 | Venus and the Master Cylinder         | 1959             |                 |

### Stagione 2 (1960)
| nº  | Titolo italiano                        | Titolo inglese                            | Prima TV USA     | Prima TV Italia |
| --- | -------------------------------------- | ----------------------------------------- | ---------------- | --------------- |
| 32  |                                        | The Termites of 1960                      | 4 gennaio 1960   |                 |
| 33  |                                        | Moo Moo Island Oysters                    | 5 gennaio 1960   |                 |
| 34  |                                        | The Mouse and Felix                       | 6 gennaio 1960   |                 |
| 35  |                                        | King Neptune's S.O.S.                     | 7 gennaio 1960   |                 |
| 36  |                                        | Relax-a-Lawn Chair                        | 8 gennaio 1960   |                 |
| 37  |                                        | The African Diamond Affair                | 11 gennaio 1960  |                 |
| 38  |                                        | Felix's Prize Garden                      | 12 gennaio 1960  |                 |
| 39  |                                        | Finally, The Magic Bag is Mine!           | 13 gennaio 1960  |                 |
| 40  |                                        | Felix and the Rhinoceros                  | 14 gennaio 1960  |                 |
| 41  |                                        | Felix-Finder and the Ghost Town           | 15 gennaio 1960  |                 |
| 42  |                                        | Snoopascope, A Magic Bag of Tricks        | 18 gennaio 1960  |                 |
| 43  |                                        | Stone Age Felix                           | 19 gennaio 1960  |                 |
| 44  |                                        | The Gold Silkworms                        | 20 gennaio 1960  |                 |
| 45  |                                        | Felix and Vavoom                          | 21 gennaio 1960  |                 |
| 46  |                                        | The Jubilee Dime                          | 22 gennaio 1960  |                 |
| 47  |                                        | Movie Star Felix                          | 25 gennaio 1960  |                 |
| 48  |                                        | Youth Water                               | 26 gennaio 1960  |                 |
| 49  |                                        | Game Warden Felix                         | 27 gennaio 1960  |                 |
| 50  |                                        | Master Cylinder Captures Poindexter       | 28 gennaio 1960  |                 |
| 51  |                                        | Atomic Drive Explosion of Master Cylinder | 29 gennaio 1960  |                 |
| 52  |                                        | Supertoy                                  | 1º febbraio 1960 |                 |
| 53  |                                        | The Jewel Bird                            | 2 febbraio 1960  |                 |
| 54  |                                        | The Atomic Rocket Fuel                    | 3 febbraio 1960  |                 |
| 55  |                                        | The Hairy Berry Bush                      | 4 febbraio 1960  |                 |
| 56  |                                        | General Clang and the Secret Rocket Fuel  | 5 febbraio 1960  |                 |
| 57  |                                        | The Rajah's Elephants                     | 8 febbraio 1960  |                 |
| 58  |                                        | The Exchanging Machine                    | 9 febbraio 1960  |                 |
| 59  |                                        | The Leprechaun                            | 10 febbraio 1960 |                 |
| 60  |                                        | The Master Cylinder's Spacegram           | 11 febbraio 1960 |                 |
| 61  |                                        | The Leprechaun's Gold                     | 12 febbraio 1960 |                 |
| 62  |                                        | Felix and the Mid-Evil Ages               | 15 febbraio 1960 |                 |
| 63  |                                        | The Capturing of the Leprechaun King      | 16 febbraio 1960 |                 |
| 64  |                                        | Martin the Martian Meets Felix the Cat    | 17 febbraio 1960 |                 |
| 65  |                                        | The Professor's Committed No Crime!       | 18 febbraio 1960 |                 |
| 66  |                                        | The Martian Rescue                        | 19 febbraio 1960 |                 |
| 67  |                                        | The Portable Closet                       | 22 febbraio 1960 |                 |
| 68  |                                        | Redbeard the Pirate                       | 23 febbraio 1960 |                 |
| 69  |                                        | A Museum, The Professor, and Rock Bottom  | 24 febbraio 1960 |                 |
| 70  |                                        | The Professor's Instant Changer           | 25 febbraio 1960 |                 |
| 71  |                                        | The Vacation Mirage                       | 26 febbraio 1960 |                 |
| 72  |                                        | Cat-Napped                                | 1º marzo 1960    |                 |
| 73  |                                        | The Sea Monster and Felix                 | 2 marzo 1960     |                 |
| 74  |                                        | The Diamond Tree                          | 3 marzo 1960     |                 |
| 75  |                                        | King of the Leprechauns                   | 4 marzo 1960     |                 |
| 76  |                                        | The Magic Apples                          | 5 marzo 1960     |                 |
| 77  |                                        | Oysters and Starfishes                    | 7 marzo 1960     |                 |
| 78  |                                        | The Haunted House                         | 8 marzo 1960     |                 |
| 79  |                                        | Gold Digger Vavoom                        | 9 marzo 1960     |                 |
| 80  |                                        | The Wizard and Sir Rock                   | 10 marzo 1960    |                 |
| 81  |                                        | The Coal Diamonds                         | 11 marzo 1960    |                 |
| 82  |                                        | Out West with Big Brownie                 | 14 marzo 1960    |                 |
| 83  |                                        | Love-Sick Squirt Gun                      | 15 marzo 1960    |                 |
| 84  |                                        | Mechanical Felix                          | 16 marzo 1960    |                 |
| 85  |                                        | The Ski Jump                              | 17 marzo 1960    |                 |
| 86  |                                        | Felix and the Beanstalk                   | 18 marzo 1960    |                 |
| 87  |                                        | The Milky Way                             | 21 marzo 1960    |                 |
| 88  |                                        | The Super Rocket Formula                  | 22 marzo 1960    |                 |
| 89  |                                        | The Weather Maker                         | 23 marzo 1960    |                 |
| 90  |                                        | The Giant Magnet                          | 24 marzo 1960    |                 |
| 91  |                                        | The Instant Truck Melter                  | 25 marzo 1960    |                 |
| 92  |                                        | The Pep Pill                              | 28 marzo 1960    |                 |
| 93  |                                        | Leprechaun Gold from Rainbows             | 29 marzo 1960    |                 |
| 94  |                                        | The Magnetic Ray                          | 30 marzo 1960    |                 |
| 95  |                                        | The Instant Grower                        | 31 marzo 1960    |                 |
| 96  |                                        | The Professor's Ancestor? The Wizard      | 1º aprile 1960   |                 |
| 97  |                                        | Luring the Magic Bag of Tricks            | 4 aprile 1960    |                 |
| 98  |                                        | The Uranium Discovery                     | 5 aprile 1960    |                 |
| 99  |                                        | Chief Standing Bull                       | 6 aprile 1960    |                 |
| 100 |                                        | The Strongest Robot in the World          | 7 aprile 1960    |                 |
| 101 |                                        | Stairway to the Stars                     | 8 aprile 1960    |                 |
| 102 |                                        | Cleaning House                            | 11 aprile 1960   |                 |
| 103 |                                        | Vavoom Learns How to Fish                 | 12 aprile 1960   |                 |
| 104 |                                        | The Golden Nugget                         | 13 aprile 1960   |                 |
| 105 |                                        | The Genie                                 | 14 aprile 1960   |                 |
| 106 |                                        | Felix and Poindexter Out West             | 15 aprile 1960   |                 |
| 107 |                                        | The Bad Genie                             | 18 aprile 1960   |                 |
| 108 |                                        | The Rajah's Zoo                           | 19 aprile 1960   |                 |
| 109 |                                        | The Loan Business                         | 20 aprile 1960   |                 |
| 110 |                                        | A Treasure Chest                          | 21 aprile 1960   |                 |
| 111 |                                        | The Essence of Money                      | 22 aprile 1960   |                 |
| 112 |                                        | Mercury's Winged Sandals                  | 25 aprile 1960   |                 |
| 113 |                                        | The $10,000 Vacation                      | 26 aprile 1960   |                 |
| 114 |                                        | Brother Pebble Bottom                     | 27 aprile 1960   |                 |
| 115 |                                        | The North Pole and a Walrus Hunt          | 28 aprile 1960   |                 |
| 116 | Il segreto della bellezza di Cleopatra | Cleopatra's Beauty Secrets                | 29 aprile 1960   |                 |
| 117 |                                        | The Trip Back from the North Pole         | 2 maggio 1960    |                 |
| 118 |                                        | The Golden Whale Baby-Sitter              | 3 maggio 1960    |                 |
| 119 |                                        | North Pole Jail Hole                      | 4 maggio 1960    |                 |
| 120 |                                        | Felix the Handyman                        | 5 maggio 1960    |                 |
| 121 |                                        | Public Enemies Number One and Two         | 6 maggio 1960    |                 |
| 122 |                                        | Horse Thieves                             | 9 maggio 1960    |                 |
| 123 |                                        | Adventures of Felix                       | 10 maggio 1960   |                 |
| 124 |                                        | Felix the Cat Bottles the Genie           | 11 maggio 1960   |                 |
| 125 |                                        | Felix the Cat Finds the Golden Bug        | 12 maggio 1960   |                 |
| 126 |                                        | Felix the Cat Finds a Genie               | 13 maggio 1960   |                 |